# Wuli (köping i Kina, Guangxi)
Wuli (kinesiska: 五里镇, 五里) är en köping i Kina. Den ligger i den autonoma regionen Guangxi, i den södra delen av landet, omkring 110 kilometer öster om regionhuvudstaden Nanning. Antalet invånare är 33767. Befolkningen består av 16 563 kvinnor och 17 204 män. Barn under 15 år utgör 25,0 %, vuxna 15-64 år 66 %, och äldre över 65 år 8,0 %.
Genomsnittlig årsnederbörd är 2 217 millimeter. Den regnigaste månaden är juli, med i genomsnitt 400 mm nederbörd, och den torraste är januari, med 45 mm nederbörd.